# Tinerfe
Tinerfe também conhecido como Tinerfe o Grande, era um mencey (rei) guanche de Tenerife (Ilhas Canárias). Estima-se que viveu no final do século XIV.
Ele era o filho de mencey Sunta, e governou toda a ilha antes da conquista das Ilhas Canárias desde o tempo da Coroa de Castela. Tinerfe o Grande, como todos os seus antecessores, que prendeu a corte em Adeje (cerca de 100 anos antes da conquista).
Quando seu pai morreu, Tinerfe herdou o reino de Tenerife. No entanto, como os seus antecessores, seus tios tentaram usurpar a coroa. Para evitar isso, Tinerfe reformou as táticas de seu pai e a definição da estratégia do governo, Tenerife alcançou grande prosperidade durante seu reinado. Tinerfe tornou-se o mais poderoso rei da dinastia, mas também o último: com sua morte, seus filhos dividiram a ilha em nove menceyatos (reinos).
Na época da conquista, os menceyes foram:
- Acaimo: mencey do Tacoronte
- Adjoña: mencey do Abona
- Añaterve: mencey do Güímar
- Bencomo: mencey do Taoro
- Beneharo: mencey do Anaga
- Pelicar: mencey do Icode
- Pelinor: mencey do Adeje
- Romen: mencey do Daute
- Tegueste: mencey do Tegueste

Os historiadores Juan Núñez de la Peña Arias e Tomás Marín de Cubas (século XVII), entre outros, argumentam que o nome da ilha de Tenerife poderia vir de Tinerfe.